# آتش در دریا
آتش در دریا (ایتالیایی: Fuocoammare) فیلمی در ژانر مستند است که در سال ۲۰۱۶ منتشر شد. آتش در دریا در جزیرهٔ لامپدوسا در جریان بحران مهاجرتی اروپا فیلمبرداری شده‌است. این فیلم توانست خرس طلایی جشنواره بین‌المللی فیلم برلین را از آنِ خود کند.
مستند «فوکواماره» زندگی در جزیرهٔ لامپدوزا را نشان می‌دهد. این جزیره یکی از محل‌های ورود پناهجویان آفریقایی به اروپاست. در صحنه‌ای نشان داده می‌شود که چه خطراتی در انتظار پناهجویان است. تشنگی، خطر غرق شدن و بیماری و گرسنگی پناهجویان در این مستند به نمایش گذاشته می‌شود.